# Maillage polygonal
Pour les articles homonymes, voir Mesh, Maillage, Maillage (structure de données) et Réseau maillé.

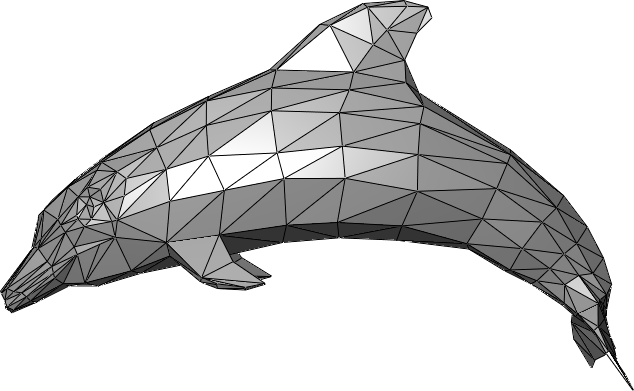
en composé de faces triangulaires représentant un dauphin.

Un maillage polygonal ou polygon mesh est un objet tridimensionnel constitué de sommets, d'arêtes et de faces organisés en polygones dans une infographie tridimensionnelle. Les faces se composent généralement de triangles, de quadrilatères ou d'autres polygones convexes simples, car cela simplifie le rendu. Les faces peuvent être combinées pour former des polygones concaves plus complexes, ou des polygones avec des trous.
L'étude des meshes fait partie importante de l'infographie tridimensionnelle. Différentes représentations des meshes sont utilisées selon les besoins. On peut effectuer de nombreuses opérations sur les meshes, comme la logique booléenne, le lissage, etc. Des algorithmes existent également pour le ray tracing, la détection de collision et la dynamique des corps rigides avec des maillages polygonaux. Si les arêtes du maillage sont rendues au lieu des faces, alors le modèle devient un modèle fil de fer. Des outils de modélisation graphique tels que Blender ou 3D Studio Max permettent de réaliser ces objets filaires.
Les maillages volumiques (en) sont différents des maillages polygonaux car ils représentent explicitement à la fois la surface extérieure et le volume d'une structure, tandis que les maillages polygonaux ne représentent explicitement que la surface extérieure (le volume est implicite).
Plusieurs méthodes existent pour la construction du maillage, dont l'algorithme des marching cubes.